# Chim Saqqara

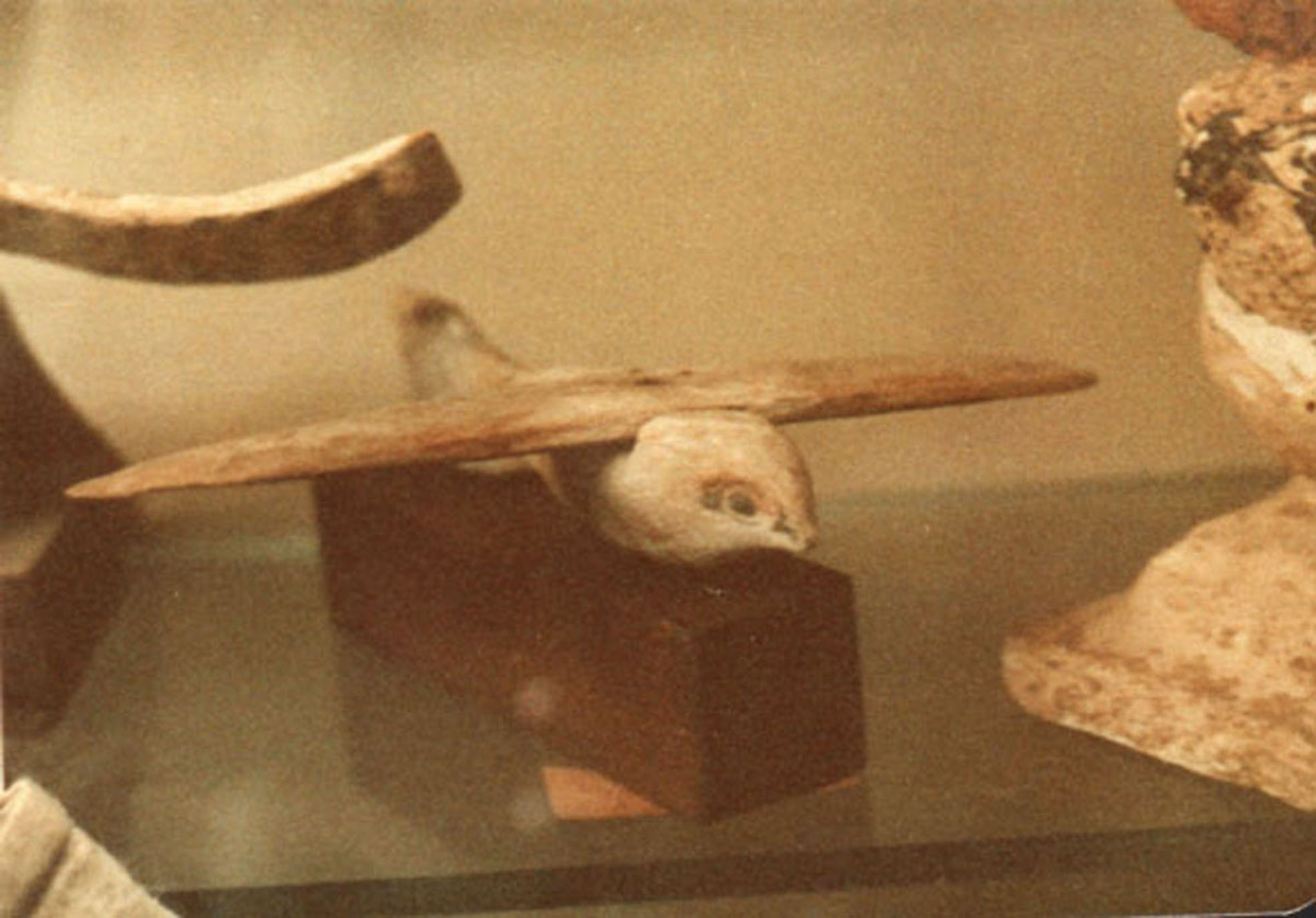
Cổ vật Saqqara.

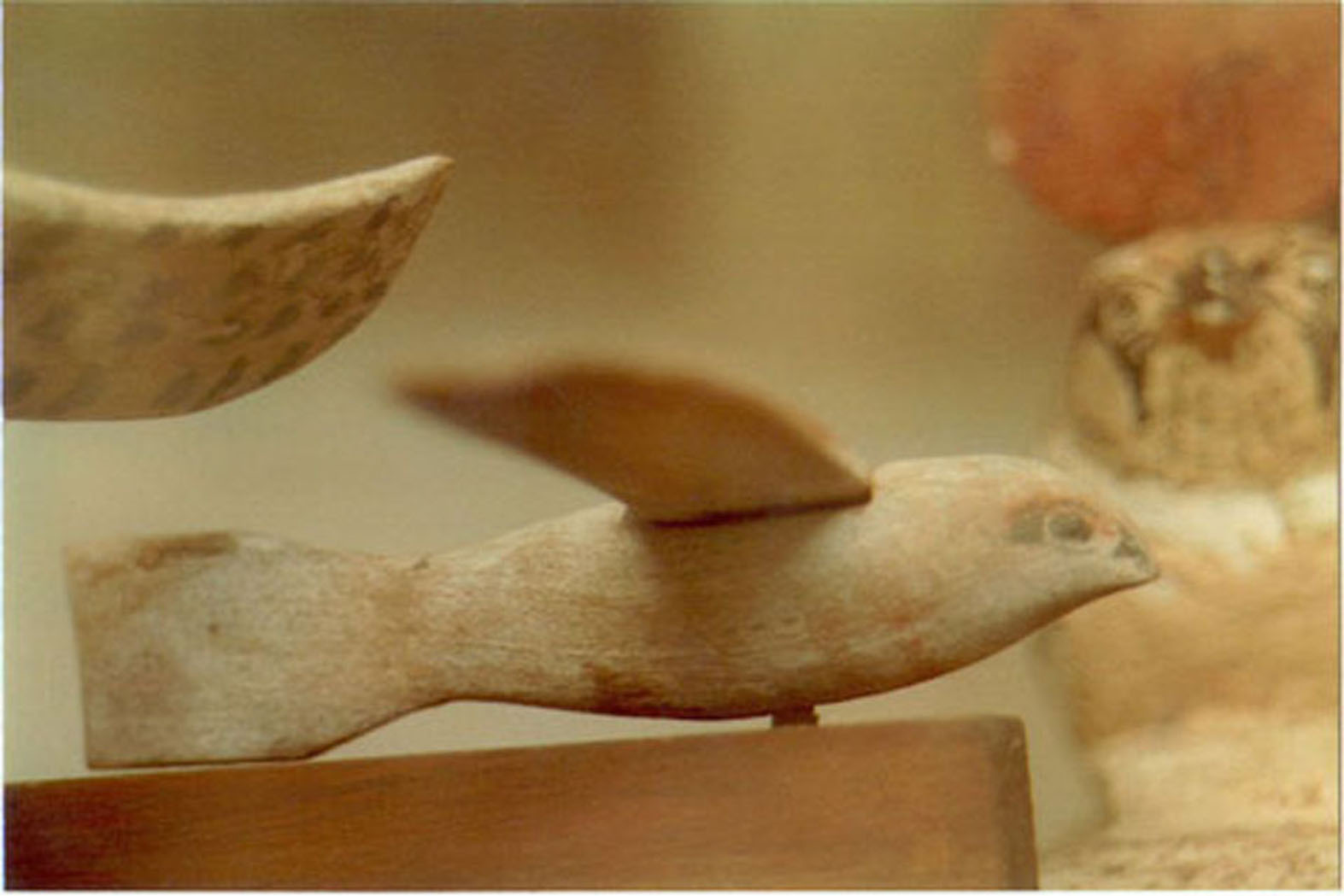
Cổ vật Saqqara.

Chim Saqqara là một cổ vật hình con chim làm bằng gỗsycamore, được phát hiện trong cuộc khai quật lăng mộ Pa-di-Imen năm 1898 ở Saqqara, Ai Cập. Nó đã có niên đại khoảng 200 TCN, và hiện được lưu giữ trong Bảo tàng Cổ vật Ai Cập ở Cairo. Chim Saqqara có sải cánh 180 mm (7.1 in) và nặng 39,12 g (1,380 oz). Không ai hiểu rõ mục đích của nó vì thiếu tài liệu ghi chép về thời kỳ này.

## Ý tưởng thông thường
Một số người cho rằng Chim Saqqara có thể là một vật nghi lễ vì chim ưng, loài chim mà sau này Chim Saqqara mô phỏng theo, là hình thức được sử dụng phổ biến nhất để đại diện cho một số vị thần quan trọng nhất trong thần thoại Ai Cập, đáng chú ý nhất là thần chim ưng Horus và thần mặt trời Ra Horakhty. Số khác lại cho rằng nó có thể là một món đồ chơi cho một đứa trẻ thuộc tầng lớp trên, hoặc hoạt động như một cái chong chóng gió. Một số người cũng đã suy đoán rằng nó có thể đã được sử dụng như một loại boomerang, vì công nghệ như vậy là phổ biến và nổi tiếng ở Ai Cập cổ đại dưới dạng một cây gậy ném được dùng để săn ngỗng. Một giả thuyết khác là loài chim này được đặt trên cột buồm của những chiếc thuyền linh thiêng được sử dụng trong Lễ hội Opet. Các bức phù điêu cho thấy những chiếc thuyền này được tìm thấy trong Đền Khonsu tại Karnak và có niên đại đến cuối thời Tân Vương quốc.

## Ý tưởng gây tranh cãi
Một số người cho rằng Chim Saqqara có thể đại diện cho bằng chứng rằng kiến thức về các nguyên tắc hàng không từng tồn tại qua nhiều thế kỷ trước khi nói chung được cho là lần đầu tiên được phát hiện. Bác sĩ, nhà khảo cổ học và nhà cận tâm lý học người Ai Cập Khalil Messiha suy đoán rằng người Ai Cập cổ đại từng phát triển chiếc máy bay đầu tiên.
Tuy nhiên, bất chấp những tuyên bố này, không có máy bay Ai Cập cổ đại nào được tìm thấy, cũng như không có bằng chứng nào khác cho thấy sự tồn tại của chúng được đưa ra ánh sáng. Do đó, giả thuyết rằng Chim Saqqara là mô hình của một cỗ máy biết bay không được các nhà Ai Cập học chính thống chấp nhận. Richard P. Hallion lưu ý rằng nó "quá nặng và không ổn định để bay."